# Günther Lützow

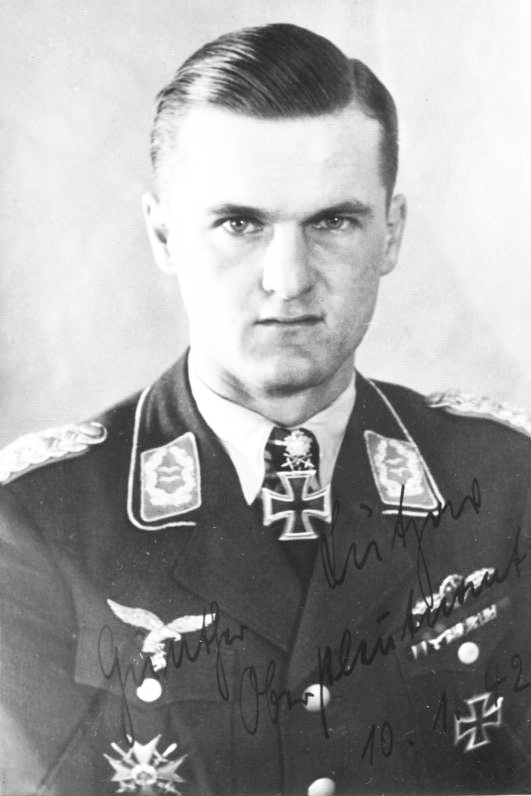
Günther Lützow als Oberstleutnant 1942

Günther Lützow (* 4. September 1912 in Kiel; † 24. April 1945 im Landkreis Kelheim) war ein hochdekorierter Jagdflieger der deutschen Luftwaffe im Zweiten Weltkrieg. Als Fliegerass mit mehr als 300 Kampfeinsätzen u. a. während des Spanischen Bürgerkriegs, an der Westfront 1944/1945 und der Ostfront erreichte Lützow 108 Abschüsse.

## Leben
Günther Lützow wuchs in Kiel in der Reventlouallee an der Förde auf, wo sein Vater Friedrich Lützow zunächst als Kapitänleutnant seine Ausbildung zum Admiralstabsoffizier absolvierte. Günther Lützow bestand sein Abitur an der Stiftischen Landesschule zur Pforta am 3. März 1931 und begann seine Ausbildung an der Verkehrsfliegerschule Schleißheim am 7. April 1931 zusammen mit späteren Luftwaffenoffizieren wie Wolfgang Falck, einem Pionier der deutschen Nachtjagd oder auch Bernd von Brauchitsch, Sohn des Generals der Artillerie Walther von Brauchitsch und später Chefadjutant des Oberbefehlshabers der Luftwaffe, Hermann Göring. Der Lehrgang endete am 19. Februar 1932 mit dem Erwerb der „Einfache(n) Erlaubnis Land B1“ und der Kunstflugberechtigung K1.
Nach diesem ersten Schritt ihrer Ausbildung wurden diejenigen Flugschüler, die Jagdflieger werden sollten, nach Lipezk am Woronesch kommandiert – unter ihnen auch Günther Lützow. Dort, in der Geheimen Fliegerschule und Erprobungsstätte der Reichswehr und abseits des Versailler Vertrages, bildete die deutsche Luftwaffe ihren Jagdfliegernachwuchs aus, nachdem man am 15. April 1925 ein auf dem Vertrag von Rapallo fußendes entsprechendes Abkommen geschlossen hatte. Am 8. September 1932 wurde auch dieser Teil der Ausbildung abgeschlossen und die Flugschüler wurden, weil sie in der Reichswehr nicht aktiv fliegen durften, als Heeres-Offiziersanwärter eingestellt. Günther Lützow wurde dabei ins preußische Infanterieregiment Nr. 5 eingestellt. Vom 20. April bis 30. Juni 1933 durften die ausgebildeten Piloten ihr Können in Schleißheim noch einmal auffrischen, am 13. März 1934 legten sie dann ihre Fähnrichsprüfungen an der Offizierschule Dresden ab. Am 20. September erhielten die Offizieranwärter um Günther Lützow ihre Offizierpatente und wurden zu den verschiedenen getarnten Luftfahrt-Verbänden im Reichsgebiet kommandiert. Mit Enttarnung der Luftwaffe am 8. März 1935 wurde Günther Lützow Leutnant der Luftstreitkräfte des Deutschen Reiches.
Im Mai 1936 wurde Lützow Staffeloffizier der 4. Staffel des JG 132 „Richthofen“ in Jüterbog-Damm, seine letzte Verwendung vor seinem Einsatz in der Legion Condor.

## Legion Condor und Vorkriegszeit
Ab dem 26. Juli 1936 unterstützte das Deutsche Reich Franco-Spanien vor allem mit Teilen der Luftstreitkräfte, und Günther Lützow wurde am 4. November 1936 ebenfalls nach Spanien kommandiert. Am 9. März 1937 übernahm Lützow von Siegfried Lehmann die 2./J88, die als erster Einsatzverband auf die Bf 109 umrüsten sollte. Da aber zunächst nur eine geringe Anzahl von neuen Messerschmitts zur Verfügung stand, entwickelte Lützow in der Folgezeit mit dem neuen Flugzeug eine neue Taktik, die von dem bisherigen Fliegen in einer Kette (d. h. drei Flugzeuge) auf die Rotte bzw. den Schwarm (zwei bzw. vier Flugzeuge) umstellte, und revolutionierte damit die Jagdfliegertaktik. Seine Grundlagen wurden später von Werner Mölders noch vollendet; die beiden sind damit die Väter der heute noch gültigen Grundsätze der Jagdfliegertaktik. Am 15. September 1937 kehrte Günther Lützow nach Deutschland zurück.
Nach einer Verwendung im Reichsluftfahrtministerium und seiner Beförderung zum Hauptmann am 1. November 1937 wurde Lützow am selben Tag zum Staffelkapitän der sich im Aufbau befindlichen 3. Staffel an der Jagdfliegerschule Werneuchen ernannt. Vom 16. August 1938 bis zum 31. Oktober 1939 hatte er dort die Funktion des Lehrgangsleiters inne. In Werneuchen lernte er auch auf einem Faschingsball am 12. Februar 1938 Gisela von Priesdorff kennen. Die Verlobung fand am 19. Juli 1938, die Hochzeit am 11. März 1939 in Berlin statt. Aus der Ehe gingen zwei Kinder hervor; Sohn Hans-Ulrich wurde am 29. Januar 1940 geboren, Tochter Carola am 31. August 1942.

## Zweiter Weltkrieg
Im Oktober 1939 wurde Günther Lützow Gruppenkommandeur der I./JG 3, die von Brandis bei Leipzig nach Zerbst verlegt wurde. Am 10. Januar 1940 wurde die Staffel nach Peppenhoven bei Rheinbach verlegt. Am 25. Juli 1940 war der Westfeldzug zu Ende, auf dem Günther Lützow bei 64 Einsatzflügen neun Luftsiege erzielte. Für den Auftakt der Luftschlacht um England verlegte das JG 3 am 1. August nach Boulogne am Pas de Calais, wo Lützow am 25. August auch Geschwaderkommodore und zum Major befördert wurde. Nach seinem 15. Luftsieg am 15. September wurde Lützow das Ritterkreuz des Eisernen Kreuzes verliehen. Nach dem Ende der Luftschlacht erhielt das Geschwader öfter Besuch höherer Kommandeure; am Heiligabend 1940 war Adolf Hitler zu Besuch bei Lützows Geschwader.
Im Frühjahr 1941 verlegte das Geschwader zur Auffrischung nach Deutschland und wurde auf die Me 109 F umgeschult. Ende April informierte Göring Lützow und Mölders unter dem Siegel tiefster Verschwiegenheit, dass bald das Unternehmen Barbarossa beginnen werde. Trotzdem werden zuvor noch Jagdgeschwader an den Ärmelkanal verlegt. Lützow und sein Geschwader verlegten am 8. Juni 1941 vom Pas-de-Calais nach Breslau (Fliegerhorst Breslau-Gandau) und später weiter nach Deblin im besetzten Polen.
Dort operierte Lützows Geschwader als Teil des V. Fliegerkorps unter General Robert Ritter von Greim zusammen mit der Heeresgruppe Mitte; Lützow erhielt am 21. Juli 1941 das Eichenlaub zum Ritterkreuz. Nach dem Suizid von Ernst Udet am 17. November verlieh Hermann Göring per Tagesbefehl am 1. Dezember 1941 dem JG 3 den Traditionsnamen „Udet“. Bereits am 24. Oktober erzielte Lützow seinen 101. Luftsieg und bekam daraufhin die Schwerter zum Ritterkreuz verliehen.

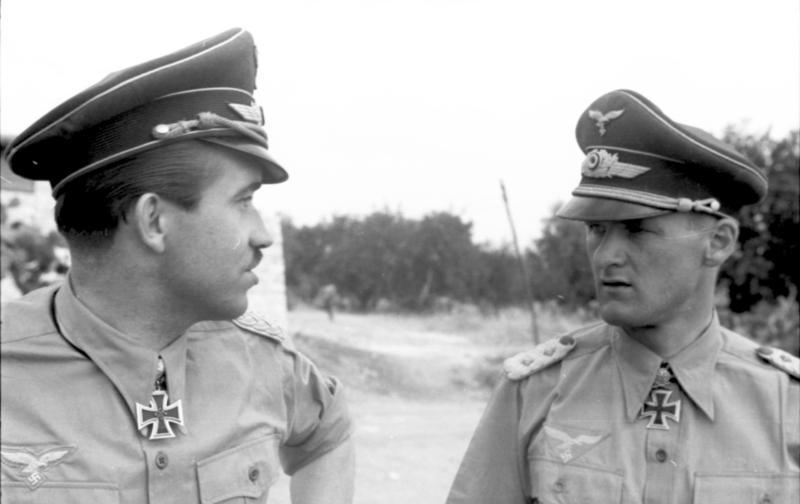
Adolf Galland und Günther Lützow in Italien, 1943

Lützow, mittlerweile Oberstleutnant, wurde im Juni 1942 von einer kleinen Einsatzgruppe des Sicherheitsdiensts der SS gefragt, ob er für einen Nachmittag Personal abstellen könnte, um bei Erschießungen von Politkommissaren, Juden und anderen mitzuwirken. Lützow lehnte dies ab, ließ das gesamte Geschwader im großen Dienstanzug antreten, berichtete ihnen von dem Ansinnen der Einsatzgruppe und sprach ausdrücklich von verbrecherischen Handlungen. Er schwor seinem Geschwader, die Luftwaffe zu verlassen, wenn auch nur einer von ihnen freiwillig an Erschießungen mitwirken würde.
Um ihn daraufhin vor einem möglichen Kriegsgerichtsverfahren zu schützen, wurde Lützow von dem befreundeten General der Jagdflieger, Adolf Galland, in seinen Stab beordert. Er übergab am 11. August 1942 das Jagdgeschwader 3 an Wolf-Dietrich Wilcke.
Am 12. Juni 1943 wurde Lützow zum Oberst befördert und vom 13. Juni 1943 bis 10. August 1943 führte er als Jagdabschnittsführer Italien die Verbände der Luftwaffe auf Sizilien gegen die steigende Zahl der Angriffe von Bombern der USAAF. Am 10. Juli 1943 begannen westalliierte Truppen die Invasion Siziliens.

Ab dem 20. November 1943 war Lützow Divisionskommandeur der 1. Jagddivision unter dem Kommando von Generalmajor Josef Schmid. Wegen Differenzen mit Schmid wurde er am 16. März 1944 seines Kommandos enthoben (Nachfolger: Hajo Herrmann)
und erhielt erst am 1. August ein neues Truppenkommando; er wurde Kommandeur der 4. Fliegerschuldivision.

## Offene Aussprache mit Göring („Meuterei der Jagdflieger“) und Verschwinden im Kampfeinsatz
Günther Lützow war sich mit vielen alten Kameraden, unter ihnen auch Johannes Steinhoff, darin einig, dass zu der Übermacht der alliierten Luftstreitkräfte zunehmend ein Führungsversagen Görings kam. Vorausgegangen war eine Tagung von Luftwaffenoffizieren in Berlin-Gatow vom 6. bis 12. November 1944, die von Göring anberaumt worden war, um die Kritik in eine ihm genehme Bahn zu lenken, das aber in einem Scherbengericht für ihn persönlich endete. Das Fass zum Überlaufen brachte für die Jagdflieger das Fiasko des Unternehmens Bodenplatte am 1. Januar 1945 gegen alliierte Luftstützpunkte in Nordfrankreich, Belgien und den Niederlanden, bei dem zwar etwa 400 Flugzeuge des Gegners vernichtet, aber über 300 eigene – im Gegensatz zu den Alliierten nicht ersetzbare – Jagdflieger – teilweise durch eigene Flak – abgeschossen wurden. Weitere wunde Punkte waren, dass der General der Jagdflieger Adolf Galland von Göring ohne Ernennung eines Nachfolgers abgesetzt wurde, die Beschimpfung bezüglich des Kampfgeistes der Jagdflieger durch Göring sowie die Gesamtstrategie, die unter anderem dazu führte, dass die neuartigen Me-262-Düsenjäger als Bomber statt für die hoffnungslos ins Hintertreffen geratenen Abwehr alliierter Bomberverbände zur Verfügung gestellt wurden. Unter Leitung von Lützow entwickelte sich, was später als Meuterei der Jagdflieger bezeichnet wurde, und das anfangs sogar darauf abzielte, statt Göring einen anderen Oberbefehlshaber einzusetzen, wofür man zunächst bei der SS vorfühlte und sich danach an den Oberbefehlshaber der Luftflotte 6, Generaloberst Robert Ritter von Greim wandte. Dieser verwies sie an den Chef des Generalstabes der Luftwaffe, General Karl Koller und schloss ein Mitwirken in dieser Angelegenheit aus. Koller meldete das Anliegen an Göring, der die erreichbaren Kommodores am 22. Januar 1945 zu einer Aussprache im Berliner Haus der Flieger bat. Göring, von Lützow mit den Vorwürfen konfrontiert, beschimpfte die Verschwörer und drohte Günther Lützow mit Erschießung. Göring, der als Urheber den von ihm abgesetzten Galland vermutete, wegen seiner augenfälligen Misserfolge aber nicht zuletzt bei Hitler stark an Rückhalt verloren hatte, beließ es dann aber bei Startverboten und Zwangsversetzungen.
Lützow wurde von Göring nach Italien strafversetzt, ein Vorgehen, das Göring als „Reichsverbannung“ umschrieb und diesem zur Isolierung Lützows von anderen Rädelsführern der sogenannten Meuterei der Jagdflieger diente. Lützow durfte auch keinen Kontakt zu anderen Jagdfliegerführern außerhalb seines Kommandos unterhalten – als der ebenfalls kaltgestellte Steinhoff Lützow auf eigene Faust in Italien besuchen wollte, musste er auf Görings Anweisung kurz vor dem Ziel wieder umkehren. Lützow kam nach Verona und führte die deutschen Luftwaffenverbände in Italien, bis er Mitte April 1945 zum von Adolf Galland geleiteten Jagdverband 44 nach München-Riem versetzt wurde. Auf einem Einsatz mit der Me 262 verschwand Günther Lützow am Nachmittag des 24. April 1945 in der Gegend um Ingolstadt und Donauwörth. Lützow hatte am Morgen noch einen Luftsieg über einen Bomber vom Typ B-26 „Marauder“ gemeldet. Nachmittags griff er mit anderen Me 262 einen weiteren Bomberverband, bestehend aus B-26 und Begleitjägern vom Typ P-47 Thunderbolt, an. In dem sich entwickelnden Luftkampf ging Lützow in einen Sturzflug, den er nicht mehr abfangen konnte. Die Maschine schlug in den Boden und explodierte. Sowohl eine Suche seiner Kameraden als auch die der US-amerikanischen Streitkräfte nach der Absturzstelle blieben erfolglos. Erst Anfang 2025 konnte die wahrscheinliche Absturzstelle im östlichen Landkreis Kelheim lokalisiert werden. Neben verschiedenen Teilen einer Me 262 wurde auch ein silbernes Zigarettenetui mit Widmung gefunden.

## Trivia
Der Film „Kampfgeschwader Lützow“ von 1941 wurde nicht nach ihm benannt, da er zu der Zeit wenig bekannt war, sondern nach Ludwig Adolf Wilhelm von Lützow aus den Befreiungskriegen.